# José Luís Champalimaud
José Luís Antunes Feio Terenas Champalimaud (* 15. September 1939 in Nova Lisboa; † 26. November 1996 in Lissabon) war ein portugiesischer Arzt und Forscher.
Champalimaud war nach Abschluss seines Medizinstudiums im Krankenhausdienst tätig. Studienreisen und Einsätze zur Bekämpfung von Epidemien führten ihn mehrmals nach Afrika.
In der klinischen Beobachtung von mehreren Patienten aus Guinea-Bissau mit klinischen Anzeichen von chronischer Diarrhoe gelang es ihm 1986, den zweiten Typ des Humanen Immundefizienz-Virus (HIV-2) zu isolieren.
Neben seiner wissenschaftlichen Tätigkeit nahm Champalimaud regen Anteil am universitären Leben und wurde im März 1991 in den Senat der Universität Lissabon gewählt.
2005 wurde in der portugiesischen Hauptstadt der Largo José Luís Champalimaud nach ihm benannt.